# Khadr El-Touni
Khadr Sayed El-Touni ( en arabe : خضر التوني ; 15 décembre 1916 – 22 septembre 1956) est un haltérophile égyptien.
El-Touni commence la pratique de l'haltérophilie avec ses camarades de l'école Shobra. Il se distingue en parvenant à soulever deux pierres de quarante kilos chacune, fixées sur un manche. Déterminé à faire carrière dans ce sport, il s'entraîne dans différents clubs de la région du Caire.

## Carrière

### Jeux olympiques de 1936
El-Touni se présente aux Jeux de Berlin précédé d'une controverse sur des records impressionnants mais non homologués. Il y confirme sa valeur en battant trois records du monde et en remportant la médaille d'or devant deux Allemands, dans la catégorie des poids moyens . Il soulève à cette occasion un total de 387,50 kg, soit 35 kg de plus que le second, Rudolf Ismayr et surtout 15 kg de plus que le Français Louis Hostin, vainqueur de la catégorie supérieure, celle des mi-lourds.
Malgré la défaite de ses favoris allemands, Adolf Hitler, fortement impressionné par la performance d' El-Touni, tient à le féliciter personnellement .

### Après-guerre
Les Jeux de 1940 et 1944 ayant été annulés du fait de la guerre, ce n'est qu'en 1948  qu'une nouvelle chance de médaille olympique lui est offerte. Mais, handicapé par des problèmes de santé, il finit au pied du podium .
Il est également médaillé d'or aux Championnats du monde d'haltérophilie 1946, aux Championnats du monde d'haltérophilie 1949, aux Championnats du monde d'haltérophilie 1950 et aux Jeux méditerranéens de 1951, ainsi que médaillé de bronze aux Championnats du monde d'haltérophilie 1951.

## Mort et héritage
Khadr Sayed El-Touni succombe à une électrocution alors qu'il effectue des travaux à son domicile. Des rues et des places, au Caire et à Alexandrie, portent son nom et témoignent de sa popularité en Égypte . Avec 16 records du monde, une médaille d'or olympique et 3 titres mondiaux (1946, 1949, 1950), il est considéré par certains comme le plus grand sportif égyptien .